# Aeroporto Internacional de Siem Reap
O Aeroporto Internacional de Siem Reap (IATA: REP, ICAO: VDSR) é um aeroporto que serve a cidade de Siem Reap, no Camboja. É o aeroporto mais movimentado do país, em termos de tráfego de passageiros, com um registro de 2.223.029 passageiros em 2012, e o segundo mais movimentado em cargas.
O aeroporto está em uma elevação de 18 metros acima do nível médio do mar. Tem uma pista designada 05/23 com um concreto de superfície medindo 2.550 por 45 metros. O aeroporto é publicado e operado pelo Cambodia Airport Management Services.

## Destinos e companhias aéreas

### Internacionais
| Destinos                                    | Companhias                                                           |
| ------------------------------------------- | -------------------------------------------------------------------- |
| Kuala Lumpur (Malásia)                      | AirAsia, Malaysia Airlines                                           |
| Cidade de Ho Chi Minh (Vietnã)              | Vietnam Airlines, Cambodia Angkor Air                                |
| Bangkok - Suvarnabhumi (Tailândia)          | Bangkok Airways, Cambodia Angkor Air                                 |
| Seul - Aeroporto de Incheon (Coreia do Sul) | Korean Air, Asiana Airlines, T'way Airlines, Sky Wings Asia Airlines |
| Pequim (China)                              | TonleSap Airlines                                                    |
| Vientiane - Wattay (Laos)                   | Lao Airlines                                                         |
| Hanói - Noi Bai (Vietnã)                    | Cambodia Angkor Air, Sky Wings Asia Airlines, Vietnam Airlines       |
| Manila - Ninoy Aquino (Filipinas)           | Cebu Pacific Air                                                     |
| Ko-Samui (Tailândia)                        | Bangkok Airways                                                      |
| Xangai - Pudong (China)                     | China Eastern, Spring Airlines, TonleSap Airlines                    |
| Phuket (Tailândia)                          | Bangkok Airways                                                      |
| Kunming Changshui (China)                   | China Eastern                                                        |
| Guangzhou - Baiyun (China)                  | China Southern Airlines                                              |
| Taipé, Taoyuan (Taiwan)                     | Far Eastern Air Transport                                            |
| Sigapura (Singapura)                        | Jetstar Asia Airways, SilkAir                                        |
| Busan (Coreia do Sul)                       | Korean Air                                                           |
| Luang Prabang (Laos)                        | Lao Airlines, Vietnam Airlines                                       |
| Pakse (Laos)                                | Lao Airlines                                                         |
| Yangon (Myanmar)                            | Myanmar Airways International                                        |
| Da Nang (Vietnã)                            | SilkAir, Vietnam Airlines                                            |
| Hong Kong (China)                           | Tonlesap Airlines                                                    |
| Ningbo (China)                              | Tonlesap Airlines                                                    |

## Estatísticas
Estatísticas de movimentação de passageiros e aeronaves no Aeroporto Internacional de Siem Reap:
| Ano  | Passageiros | Aeronaves |
| ---- | ----------- | --------- |
| 2001 | 449.700     | 12.400    |
| 2002 | 572.700     | 13.600    |
| 2003 | 551.300     | 12.000    |
| 2004 | 799.700     | 15.500    |
| 2005 | 1.038.118   | 16.900    |
| 2006 | 1.360.400   | 18.900    |
| 2007 | 1.732.400   | 22.000    |
| 2008 | 1.531.800   | 20.000    |
| 2009 | 1.255.200   | 18.200    |
| 2010 | 1.581.309   | 20.447    |
| 2011 | 1.826.118   | 23.415    |
| 2012 | 2.223.029   | 26.248    |